# Coppa di Svizzera 1961 (hockey su pista)
La Coppa di Svizzera 1961 è stata la 4ª edizione della principale coppa nazionale svizzera di hockey su pista. Essa è stata organizzata dalla Federazione Svizzera di hockey su rotelle. La competizione è iniziata il 5 maggio e si è conclusa il 1º ottobre 1961.
Il trofeo è stato vinto dal Montreux per la 3ª volta nella sua storia.

## Risultati

### Quarti di finale
| Squadra 1      | Risultato | Squadra 2                |
| -------------- | --------- | ------------------------ |
| 5 maggio 1961  |           |                          |
| Montreux       | ? - ?     | Juventus Montreux        |
| Losanna Roller | 3 - 7     | Ginevra                  |
| RS Zurigo      | ? - ?     | Roll und Eissport Zurich |
| Basilea        | ? - ?     | ?                        |

### Semifinali
| Squadra 1      | Risultato | Squadra 2 |
| -------------- | --------- | --------- |
| 27 agosto 1961 |           |           |
| Montreux       | 10 - 0    | Ginevra   |
| Basilea        | 2 - 7     | RS Zurigo |

### Finale
| Montreux 1º ottobre 1961 | Montreux | 8 – 5 | RS Zurigo |  |

## Campioni
| Vincitore Coppa di Svizzera 1961 |
| -------------------------------- |
| Montreux 3º titolo               |